# 大島清昭
大島 清昭（おおしま きよあき、1982年 -）は、日本の小説家・妖怪研究家。
栃木県出身。好きな妖怪は朧車。

## 経歴
中学に入り、大島はミステリーに夢中になった。中でも昔から妖怪好きの大島が大きく影響を受けたのは京極夏彦の作品だった。ミステリー小説を書き始めたのは、中学一年生からで、ノートに手書きで書いて同級生に読んでもらっていた。
最初に投稿したのは中学二年生で、本人の記憶だと日本ホラー小説大賞の短編部門だったという。それからは様々なジャンルの賞に応募した。ライトノベル、映像作品向けのシナリオなどにも挑戦するも、一次選考にも通らなかった。高校生の時にはメフィスト賞にも応募した。その際にコメントをもらえた時は嬉しかったという。
学生時代は、講談社ノベルスを中心に本格ミステリに夢中になっていて、「百鬼夜行シリーズ」や「S&Mシリーズ」、「Vシリーズ (小説)」を何度も読み返していた。
大学時代、大島は、民俗学、宗教学、文学などを先生方から学んで自身でも研究をしたり、サークルなどで交流した多種多様な専攻の仲間たちから刺激を受けたりして、自身の学際的な発想を養ったという。また、筑波大学やその周辺には、怪談や都市伝説が多く伝わっていたため、妖怪を研究する大島にとっては魅力的な環境でもあったという。
2007年、自身が地域研究の修士論文として提出した原稿を元に『現代幽霊論　妖怪・幽霊・地縛霊』（岩田書院）を上梓。「幽霊」と「妖怪」との関係性、「霊魂チャート」を用いた広汎な霊魂の分類、幽霊発生装置としての鏡・写真・音声記録媒体・映像、＜場＞に固定化された幽霊などについての論考が述べられている。
2009年、デイリーポータルZの1コーナー「ロマンの木曜日」『妖怪の専門家に話を聞いてみた』にて、妖怪探偵として出演。「なんじゃか」（化け物尽くし絵巻のwikiに詳しい）や「どうもこうも」など様々な妖怪について語っている。当時は某テーマパークの社員であり、「陰陽道占い」等をしていたという。
同年、『寺門興隆』2009年8月号（興山舎）にて、「なぜに現れるのか現代幽霊の正体」を寄稿。
2010年、デイリーポータルZに再登場。街の至る所に居る河童のキャラクターの看板やモニュメントなどを民俗学的視点から見て、分析を行う記事となっている。
同年、『Jホラーの幽霊研究』（秋山書店）を上梓。こちらも、『現代幽霊論　妖怪・幽霊・地縛霊』（岩田書院）同様、「霊魂チャート」が付されている。『邪願霊』、『リング』、『呪怨』、『回路』などのJホラー映画を通して現代日本の幽霊文化について語った論考である。
テーマパーク退職後、＜不思議な世界を考える会＞のメンバーに誘われて、＜日本民話の会＞入会。
2014年、児童書である『オウマガドキ学園9　猫と狐の化け方教室』（童心社）にて発表された「犬じゃない」から、2018年に発行されたシリーズ最終巻『オウマガドキ学園30　異界ツアーで体験学習』までにかけて、同シリーズで、ほとんどの巻で短編を発表していた。また、21巻からは編集委員も兼ねていた。オウマガドキ学園シリーズには、上であげた＜日本民話の会＞が関わっている。オウマガドキ学園シリーズの短編は、大島自身が採集した実話怪談や妖怪伝承をもとにしたもので、子供たちに「おもしろくて、こわーい！」と感じられるように執筆していたという。
2020年、「影踏亭の怪談」で第17回ミステリーズ!新人賞を受賞。怪異と謎解きのバランスの新しさが評価された。
第17回ミステリーズ！新人賞の選考員の一人であったミステリー作家米澤穂信は、この「影踏亭の怪談」を、応募作の中で図抜けて雰囲気が良かった、怖くて面白くてサプライズが効いていると評価し、また、ほぼ全ての出来事が怪奇の闇の中に閉ざされる中、ほんのわずかに合理性の光が射し込むその構造を大いに楽しんだという。
2021年、『影踏亭の怪談』（東京創元社）が刊行される。これは、受賞作である「影踏亭の怪談」を含めた連作短編集となっている。
同年、『都市伝説探偵セツナ』（ポプラ社）に「下水溝の危険生物」、「おどるサボテン」を寄稿。
2022年、『影踏亭の怪談』に登場する呻木叫子が愛媛県山間部にある赤虫村という因習村を訪れる長編『赤虫村の怪談』（東京創元社）、中国妖怪を模倣した連続猟奇殺人事件を描く長編『地羊鬼の孤独』（光文社）が刊行される。
同年、『超常気象　異形コレクションLIV』(光文社）にアイドルの身体の一部が次々と落ちてくる村を描いた短編「星の降る村」を寄稿。『ユリイカ2022年9月号　特集＝Jホラーの現在』にて、2002年に劇場公開された映画『幽霊菌』とその主演女優の密室での死の謎と映画にまつわる怪異の噂を描いた短編「『幽霊菌』と密室の謎」を寄稿。
2023年、『影踏亭の怪談』が創元推理文庫にて文庫化（解説は怪奇幻想ライターの朝宮運河が担当）。加えて、代表作の一つである最恐の怪異に取り憑かれた家を描く長編『最恐の幽霊屋敷』（KADOKAWA）が刊行される。
同年、『都市伝説探偵セツナ　超常Xファイル』（ポプラ社）に「UFOにさらわれた少年」、「杉沢村からの脱出」、「海の中の巨人」を、『乗物綺談　異形コレクションLVI』(光文社）にて車輪の軋る音をテーマにしたホラー短編「車の軋る町」を寄稿。
2024年、『赤虫村の怪談』が創元推理文庫にて文庫化（解説は妖怪研究家の多田克己が担当）。そして、呻木叫子シリーズ三作目となる連作短編集『バラバラ屋敷の怪談』が刊行される。同年、探偵が過去に起きた不可解な連続殺人事件を解決しようとする長編『一目五先生の孤島』（光文社）も刊行。
2025年、『最恐の幽霊屋敷』が角川ホラー文庫で文庫化(解説は『影踏亭の怪談』と同じく朝宮運河が担当)。
同年、『紙魚の手帖 vol.23 JUNE 2025』にて呻木叫子シリーズ最新短編「蘆野家の怪談」を寄稿。
2025年内に「蘆野家の怪談」、「ハザコ男の怪談」、「冷蔵庫婆の怪談」他一編、計四編を収録した呻木叫子シリーズ第四作目となる連作短編集を発売予定。

## 作風・人物
ホラー要素とミステリー要素を織り交ぜた構成になった作品が多い。また、作品の中に密室が多く登場するのも特徴である。
自身で怪奇現象の「実体験」を蒐集しており、作品に活かすこともある。また、作者本人が怪奇現象を体験したこともあるという。
ここ数年は、中国や台湾の妖怪にも関心があるという
。
朝宮運河が『影踏亭の怪談』の文庫版の解説の際に質問し、大島本人が述べた影響を受けた十三作品
- 山尾悠子『山尾悠子作品集成』
- 京極夏彦『姑獲鳥の夏』、『魍魎の匣』（「百鬼夜行シリーズ」）
- 森博嗣『すべてがFになる』、『今はもうない』(「S&Mシリーズ」)、『黒猫の三角』(「Vシリーズ (小説)」)
- 泉鏡花「眉隠しの霊」、「雛がたり」
- 綾辻行人『人形館の殺人』、『時計館の殺人』(「館シリーズ」)
- 島田荘司『暗闇坂の人喰いの木』、『水晶のピラミッド』（「御手洗潔シリーズ」）
- 安部公房『カンガルー・ノート』

最も尊敬している作家は山尾悠子で、『ラピスラズリ』や『歪み真珠』も好きな作品としてあげられている。

## 作品リスト

### 呻木叫子シリーズ
呻木叫子シリーズの装画は、単行本ではイラストレーターの、げみ、文庫版ではイラストレーターの界賀邑里が担当している。
- 『影踏亭の怪談』（2021年8月、東京創元社、ISBN 978-4-488-02842-8 / 2023年6月、創元推理文庫、ISBN 978-4-488-45121-9）
  - 「影踏亭の怪談」
  - 「朧トンネルの怪談」
  - 「ドロドロ坂の怪談」
  - 「冷凍メロンの怪談」
- 『赤虫村の怪談』（2022年8月、東京創元社、ISBN 978-4-488-02875-6 / 2024年5月、創元推理文庫、ISBN 978-4-488-45122-6）
- 『バラバラ屋敷の怪談』（2024年7月、東京創元社、ISBN 978-4-488-02902-9）
  - 「バラバラ屋敷の怪談」
  - 「青いワンピースの怪談」
  - 「片野塚古墳の怪談」
  - 「にしうり駅の怪談」

### その他の単著（小説）
- 『最恐の幽霊屋敷』（2023年7月、KADOKAWA、ISBN 978-4-04-113637-9 / 2025年6月、角川ホラー文庫、ISBN 978-4-04-115379-6）
- 『地羊鬼の孤独』(2022年11月、光文社、ISBN 978-4-334-91497-4）
- 『一目五先生の孤島』（2024年11月、光文社、ISBN 978-4-334-10478-8)

### 単著（論考）
- 『現代幽霊論 妖怪・幽霊・地縛霊』（2007年10月、岩田書院、ISBN 978-4-87294-481-5)
- 『Jホラーの幽霊研究』（2010年6月、秋山書店、ISBN 978-4-87023-623-3）

### 短編

#### オウマガドキ学園シリーズ
- 「犬じゃない」 - 『オウマガドキ学園9 猫と狐の化け方教室』収録（2014年10月、童心社、ISBN 978-4-494-01658-7）
- 「たりない」 - 『怪談オウマガドキ学園10 4時44分44秒の宿題』収録（2014年10月、童心社、ISBN 978-4-494-01659-4)
- 「不機嫌なパソコン」 - 『怪談オウマガドキ学園11 休み時間のひみつゲーム』収録（2015年4月、童心社、ISBN 978-4-494-01660-0)
- 「タンタンコロリン」 - 『怪談オウマガドキ学園12 ぶきみな植物観察』収録（2015年4月、童心社、ISBN 978-4-494-01661-7)
- 「茶袋」 - 『怪談オウマガドキ学園13 妖怪博士の特別授業』収録（2015年6月、童心社、ISBN 978-4-494-01662-4）
- 「太陽がしずまない町」 - 『怪談オウマガドキ学園14 あやしい月夜の通学路』収録（2015年10月、童心社、ISBN 978-4-494-01663-1）
- 「心霊トンネル探検」 - 『怪談オウマガドキ学園15 ぞくぞくドッキリ学園祭』収録（2015年10月、童心社、ISBN 978-4-494-01664-8）
- 「起きちゃう」 - 『怪談オウマガドキ学園16 保健室で見たこわい夢』収録（2016年4月、童心社、ISBN 978-4-494-01665-5）
- 「かわった夜景」 - 『怪談オウマガドキ学園17 旧校舎のあかずの部屋』収録（2016年4月、童心社、ISBN 978-4-494-01666-2）
- 「オイコシ」 - 『怪談オウマガドキ学園18 真夏の夜の水泳大会』収録（2016年6月、童心社、ISBN 978-4-494-01667-9）
- 「黄色か水色か」 - 『怪談オウマガドキ学園19 図工室のふしぎな絵』（2016年10月、童心社、ISBN 978-4-494-01668-6）
- 「桜の木の下」 - 『怪談オウマガドキ学園21 春は恐怖の家庭訪問』収録（2017年4月、童心社、ISBN 978-4-494-01670-9）
- 「優秀なカメラマン」 - 『怪談オウマガドキ学園22 パソコン室のサイバー魔人』収録（2017年4月、童心社、ISBN 978-4-494-01671-6）
- 「最期のラーメン」 - 『怪談オウマガドキ学園23 妖怪たちの職場見学』(2017年6月、童心社、ISBN 978-4-494-01672-3）
- 「海の月」 - 『怪談オウマガドキ学園24 火の玉ただよう消火訓練』収録（2017年10月、童心社、ISBN 978-4-494-01673-0）
- 「書けない」 - 『怪談オウマガドキ学園25 図書室は異次元空間』収録（2017年10月、童心社、ISBN 978-4-494-01674-7）
- 「過去の霊」 - 『怪談オウマガドキ学園26 妖怪の出る時間』収録（2018年4月、童心社、ISBN 978-4-494-01675-4）
- 「パワーストーン」 - 『怪談オウマガドキ学園27 あけてはいけない道具箱』収録（2018年4月、童心社、ISBN 978-4-494-01676-1）
- 「フラットウッズ・モンスター」 - 『怪談オウマガドキ学園28 飼育小屋のさけび声』収録（2018年6月、童心社、ISBN 978-4-494-01677-8）
- 「食欲の秋」 - 『怪談オウマガドキ学園29 秋の闇夜の授業参観』収録（2018年10月、童心社、ISBN 978-4-494-01678-5）
- 「鏡の中のピエロ」 - 『怪談オウマガドキ学園30 異界ツアーで体験学習』収録（2018年10月、童心社、ISBN 978-4-494-01679-2）

#### 都市伝説探偵セツナシリーズ
- 「下水溝の危険生物」、「おどるサボテン」 - 『都市伝説探偵セツナ』収録（2021年8月、ポプラ社、ISBN 978-4-591-17070-0）
- 「UFOにさらわれた少年」、「杉沢村からの脱出」、「海の中の巨人」 - 『都市伝説探偵セツナ 超常Ｘファイル』収録（2023年3月、ポプラ社、ISBN 978-4-591-17723-5）

#### 異形コレクション
- 「星の降る村」 - 『超常気象 異形コレクションLIV』収録（2022年12月、光文社、ISBN 978-4-334-79458-3）
- 「車の軋る町」 - 『乗物綺談 異形コレクションLVI』収録（2023年11月、光文社、ISBN 978-4-334-10120-6）

#### その他
- 「『幽霊菌』と密室の謎」 - 『ユリイカ 2022年9月号 特集＝Jホラーの現在』収録（2022年8月、青土社、ISBN 978-4-7917-0421-7）
- 「蘆野家の怪談」 - 『紙魚の手帖 vol.23 JUNE 2025』収録（2025年6月、東京創元社 、ISBN 978-4-488-03128-2） - 呻木叫子シリーズ

### 動画
1. ↑  『第30回鮎川哲也賞および第17回ミステリーズ！新人賞贈呈式』。2025年5月27日閲覧。
2. ↑  『東京創元社 新刊ラインナップ説明会2025』。2025年6月19日閲覧。